# Lets Push It
A Lets Push It a skót house projekt Nightcrawlers debütáló albuma, melynek frontembere John Reid. Az album 1995-ben jelent meg CD lemezen, és 2022-ben először dupla színes limitált vinyl lemezen is megjelenik. Az album két Top 10-es dalt tartalmaz: a "Push the Feeling On" és a "Surrender Your Love" című
slágereket, melyek Európa szerte sikeresek voltak, valamint három további kislemez slágert is, melyet Top 40-es helyezettek voltak. Ezek a "Don't Let the Feeling Go", "Let's Push It" és "Should I Ever (Fall in Love)" című dalok.

## Számlista
Vinyl változat (2022) 
| 1. | Push the Feeling On (MK Dub Revisited Edit) | Graham Wilson, Hugh Brankin, John Reid, Ross Campbell | 4:03 |
| 2. | Surrender Your Love                         | Reid, Marc Kinchen                                    | 3:47 |
| 3. | Don't Let the Feeling Go                    | Reid, Kinchen, Ronald Wilson                          | 3:50 |
| 4. | Should I Ever (Fall in Love)                | Reid, R. Wilson, Stuart Crichton                      | 4:41 |
| 5. | Just Like Before                            | Brankin, Reid, R. Wilson, Campbell                    | 4:04 |
| 6. | Lift Me Up                                  | John Holiday, R. Wilson, Trevor Steel                 | 5:06 |
| 7. | The World Turned                            | Brankin, Reid, R. Wilson, Campbell                    | 5:02 |

| 1. | Let's Push It                                    | Reid, Michael McEvoy, R. Wilson, Stepz | 5:07 |
| 2. | I Like It                                        | Reid, McEvoy, R. Wilson, Stepz         | 4:38 |
| 3. | All Over the World                               | Reid, McEvoy, R. Wilson, Crichton      | 4:59 |
| 4. | Push the Feeling On (The Dub of Doom Mix)        |                                        | 6:36 |
| 5. | Surrender Your Love (MK Club Mix)                |                                        | 8:23 |
| 6. | Don't Let the Feeling Go (Tin Tin Out Vocal Mix) |                                        | 6:46 |

## Slágerlista
| Slágerlista (1995)                 | Legjobb helyezés |
| ---------------------------------- | ---------------- |
| Finnország Finnish Albums Chart    | 38               |
| Svájc Swiss Albums Chart           | 37               |
| Egyesült Királyság UK Albums Chart | 14               |